# Beaujeu-Saint-Vallier-Pierrejux-et-Quitteur
 Beaujeu-Saint-Vallier-Pierrejux-et-Quitteur  es una población y comuna francesa, situada en la región de Franco Condado, departamento de Alto Saona, en el distrito de Vesoul y cantón de Fresne-Saint-Mamès. Es, junto con Saint-Germain-de-Tallevende-la-Lande-Vaumont y Saint-Remy-en-Bouzemont-Saint-Genest-et-Isson, la comuna con el nombre más largo de Francia. (38 letras)

## Demografía
| 583 | 545 | 576 | 688 | 732 | 739 | 957 |
| Para los censos de 1962 a 1999 la población legal corresponde a la población sin duplicidades (Fuente: INSEE [Consultar]) |     |     |     |     |     |     |